# Champsodon
Champsodon är ett släkte av fiskar. Champsodon ingår i familjen Champsodontidae.
Arterna förekommer i Indiska oceanen och Stilla havet. Det vetenskapliga namnet bildas av de grekiska orden champsai, -on (krokodil, lånord från Egypten) och odous (tänder).
Champsodon är enda släktet i familjen Champsodontidae.
Arter enligt Catalogue of Life:
- Champsodon atridorsalis
- Champsodon capensis
- Champsodon fimbriatus
- Champsodon guentheri
- Champsodon longipinnis
- Champsodon machaeratus
- Champsodon nudivittis
- Champsodon omanensis
- Champsodon pantolepis
- Champsodon sagittus
- Champsodon sechellensis
- Champsodon snyderi
- Champsodon vorax